# Martin Pribula
Martin Pribula (* 29. listopadu 1985, Prešov) je slovenský fotbalový záložník či útočník, od července 2015 působící v polském klubu Zagłębie Sosnowiec.

## Klubová kariéra
Svoji fotbalovou kariéru začal v 1. FC Tatran Prešov, kde se přes mládežnické kategorie propracoval do prvního mužstva. V roce 2011 zamířil na hostování do FC Rimavská Sobota, kam se vrátil v roce 2012 a 2013. Mezitím nastupoval za Prešov. Před sezonou 2013-2014 zamířil opět hostovat tentokrát do FC ViOn Zlaté Moravce. Od července 2014 hostoval v MFK Frýdek-Místek.
Na jaře 2015 hrál za polský třetiligový klub Limanovia Limanowa, kde během 15 zápasů nastřílel 11 branek. V červnu 2015 jej angažoval polský druholigový klub Zagłębie Sosnowiec.